# Roel Wiersma
Roel Wiersma (15. april 1932 - 4. februar 1995) var en hollandsk fodboldspiller (højre back).
Wiersma spillede hele 53 kampe for Hollands landshold. Han debuterede i en venskabskamp mod Belgien i oktober 1954, mens hans sidste landskamp var et opgør mod Danmark i september 1962. Han nåede dog aldrig at repræsentere hollænderne ved nogen slutrunde.
På klubplan spillede Wiersma 11 år hos PSV Eindhoven, efterfulgt af én sæson hos lokalrivalerne EVV. Han vandt ét hollandsk mesterskab med PSV, i 1963.

## Titler
Æresdivisionen
- 1963 med PSV Eindhoven